# 스가마타 데쓰오
스가마타 데쓰오(일본어: 菅又 哲男, 1957년 11월 29일 ~ )는 일본의 전 축구 선수이다.

## 국가대표팀 경력
그는 1978년 메르데카 국제축구대회에 참가할 일본 국가대표팀에 발탁되었으며, 7월 23일 싱가포르와의 경기에서 데뷔했다. 1982년 아시안 게임에도 출전했다. 그는 1984년까지 국제 A매치 통산 23경기에 출전했다.

## 통계
| 일본 | 일본 | 일본 |
| 연도 | 출전 | 득점 |
| ---- | ---- | ---- |
| 1978 | 1    | 0    |
| 1979 | 0    | 0    |
| 1980 | 7    | 0    |
| 1981 | 3    | 0    |
| 1982 | 6    | 0    |
| 1983 | 5    | 0    |
| 1984 | 1    | 0    |
| 통산 | 23   | 0    |